# توم دارت
توم دارت (بالإنجليزية: Tom Dart)‏ (و. 1962 – م) هو سياسي من الولايات المتحدة الأمريكية .